# Euplexia dubiosa
Euplexia dubiosa är en fjärilsart som beskrevs av George Thomas Bethune-Baker 1891. Euplexia dubiosa ingår i släktet Euplexia och familjen nattflyn. Inga underarter finns listade i Catalogue of Life.